# Wanna be now
「Wanna be now」（ワナ・ビー・ナウ）は、日本の女性アイドル・板野友美の楽曲。楽曲は秋元康により作詞、重永亮介により作曲されている。配信限定でリリースされた。
2011年5月11日に着うた、着うたフルがレコチョクで独占先行配信され、7月1日にiTunes StoreやmoraなどのPC配信サイトでも配信された。同年4月16日に京セラドーム大阪で開催した、AKB48『桜の木になろう【通常盤】』全国握手会イベントで、2か月連続配信限定シングルの配信と、発売日が未定だった2ndシングル「ふいに」の発売日が同年7月13日発売と発表された。2ヶ月配信限定シングルのPart 1として配信された。売り上げの一部は「誰かのためにプロジェクト」の一環として義援金になり、東北地方太平洋沖地震（東日本大震災）の被災者支援に使われる。
楽曲はイー・モバイル「Finger Logo篇」CMソングに起用された。

## 配信曲
| #  | タイトル         | 作詞   | 作曲     | 編曲     | 時間 |
| -- | ---------------- | ------ | -------- | -------- | ---- |
| 1. | 「Wanna be now」 | 秋元康 | 重永亮介 | 重永亮介 | 3:46 |